# Boater
En boater (også kaldet en basher, skimmer, The English Panama, cady, katie, canotier, somer, sennit hat eller i japan can-can hat, suruken) er en semiformel stråhat til mænd, der blev udbredte i slutningen af 1800-tallet og begyndelesn af 1900-tallet.
Den fremstilles normal af stive sennitstrå og har en flad stiv krone og skygge, og typisk en hattebånd omkring kronen som enten er ensfarvet eller stribet grosgrain. Typen blev afledt af de stråhatte som traditionelle gondolførere i Venedig bærer. Dette gør at hatten associeres med både, hvorfra den har fået sit navn.
Boaterhatten er en en semiformel nogenlunde ækvivalent til homburg eller bowlerhat, og den kan således bæres med både en blazer eller et jakkesæt. Skuespillerne Harold Lloyd og Maurice Chevalier var også berømte for deres brug af boatere.
Hatten ses også brugt ved sportsbegivenheder og på universiteter. Siden 1952 har den været en del af uniformen som Princeton University Band bærer, hvilket blev bragt på forsiden af Sports Illustrated Magazine i oktober 1955. I Storbritannien, Australien, New Zealand og Sydamerika bliver boaterhatten stadig brugt som en del af skoleuniformen på mange drengeksoler inklusive Harrow School, Uppingham School, Shore School, Brisbane Boys' College, Knox Grammar School, Maritzburg College, South African College School, St John's College (Johannesburg, South Africa), Wynberg Boys' High School, Parktown Boys' High School og adskillige Christian Brothers-skoler.
Billige boaterhatte i skum eller plastik ses nogle gange ved politiske møder i USA.